# Progress (Berlijn)
Progress is een historisch merk van motorfietsen.
De bedrijfsnaam was Progress Motoren- & Apparatebau GmbH, Berlin-Charlottenburg.
Duitse firma die tussen 1901 en 1914 motorfietsen produceerde. Progress maakte stevige frames waar men aanvankelijk Zedel- en Fafnir-motoren in monteerde, maar later ook eigen 532 cc eencilinders en 698 cc V-twins.